# Светозар Томић
Светозар Томић (Превиш, 17. март 1872 — Београд, 21. мај 1954) био је професор, историчар, етнограф и географ

## Биографија
Светозар је родом из племена Дробњака у Црној Гори, по рођењу црногорски држављанин. Родио се 17. марта 1872. године у селу Превиш код Шавника. Школовао се у Шавнику (где је похађао основну школу), Цетињу и Сремским Карловцима (у гимназији). Матурирао је гимназију у Београду 1894. године. Завршио је затим Велику школу у Београду 1894−1898. године дипломиравши на историјско-географском одсеку. Историју му је предавао Љубомир Ковачевић, а географију Јован Цвијић. Био је асистент професору Цвијићу, којег је пратио на студијским екскурзијама по Дробњаку (1895), као и Старој Србији и Македонији (1900).
Службовао је неколико година као професор гимназија у Скопљу (од 1898), Солуну (1905−1906) и Битољу, а потом и у београдској Богословији Св. Саве (1907−1912). Због службовања у Краљевини Србији узео је држављанство Србијe. Предавао је у Трећој београдској гимназији до 1913. године, када је постављен у Приштини за просветног инспектора Косовске области. Након Првог светског рата опет је кратко школски инспектор на Косову, па од 1921. године враћа се у Трећу београдску гимназију сада као њен директор. Уз просветни рад бавио се истраживањем и писањем стручних радова. Био је дугогодишњи сарадник Српског географског друштва.
Због сукоба са групом око Јована Ћирковића (тада конзуларним службеником) док је био директор гимназије у Битољу, смењен је и премештен у Солун. У Македонији је био извесно време заступник директора гимназије у Скопљу (1903−1904) и ниже гимназије (1904−1905).
Крајем 1916. године, бива у Солуну постављен за шефа „Црногорског одсека“ при Министарству иностраних дела Србије. Овај одсек требало ја да се бави активним пропагирањем уједињења међу Црногорцима у избјеглиштву. У августу 1917. године у Солуну постаје члан новообразованог Контракомитcкoг Одбора за уједињење Црне Горе и Србије. Одбор уско је сарађивао са Радовићевим одбором и растурао лист Уједињење. Одбор и Томић пратили су српске трупе приликом продора преко Метохије и Црне Горе, и представљали су прве органе власти на ослобођеној територији. Одмах по ослобођењу Црне Горе основан је Централни извршни одбор за уједињење Црне Горе и Србије, чији је задатак био да припреми одржавање Скупштине о уједињењу. У овом послу Томић као изасланик српске владе, је на организацији те скупштине која се одржала у Подгорици одиграо кључну улогу. Био је у „оштром сукобу” са Андријом Радовићем, председником Црногорског одбора за народно уједињење. Евидентно је да му је Пашић дао предност у односу на Радовића, али се не може одгонетнути да ли из практичних разлога што је ишао са српским трупама или других.
Томић је касније објавио неколико врло значајних етнографских и географских радова, а 1929. године и полумемоарски рад Десетогодишњица уједињења Црне Горе и Србије.
Именован је 1930. године за члана Државног савета, а 1932. године и за сенатора Краљевине Југославије. Он је 1935. године председник Бановинског одбора ЈНС за Црну Гору. Умро је у Београду 21. маја 1954. године, а његова заоставштина се чува у Архиву САНУ.